# Minnow River
Der Minnow River ist ein Fluss im Norden des australischen Bundesstaates Tasmanien.

## Geografie
Der etwas mehr als 27 Kilometer lange Minnow River entspringt an den Südhängen des Mount Roland, rund 32 Kilometer südlich von Devonport. Von dort fließt er zunächst nach Osten bis zur Siedlung Lower Beulah und wendet dort seinen Lauf nach Nord-Nordwesten. Bei der Dasher Mineralized Area mündet er in den Dasher River.

## Fischbestand
Im Minnow River findet man Bachforellen.